# Ross Robinson
Ross Robinson (* 1967) ist ein US-amerikanischer Musikproduzent, dem insbesondere aufgrund seiner Tätigkeit für die Debütalben von Korn und Limp Bizkit eine stilprägende Rolle in der Entstehung und Weiterentwicklung des Nu Metal zugesprochen wird.

## Werdegang
Bevor Robinson 1993 als assistierender Produzent für das W.A.S.P.-Album The Crimson Idol erstmals von einer größeren Masse wahrgenommen wurde, war er als Thrash-Metal-Gitarrist in einer Murdercar benannten Band zusammen mit dem späteren Machine-Head-Schlagzeuger Dave McClain tätig.
Beginnend mit dem Jahr 1994 wurde Robinson insbesondere nach den weltweiten Erfolgen der von ihm produzierten Alben Korn und Life Is Peachy der von ihm entdeckten Band Korn langsam zum Inbegriff des Soundmachers einer neuen Generation von Rock- und Metalbands und stieg zu einem der gefragtesten Musikproduzenten im Rockgeschäft auf. Produktionen für unter anderem Amen, Cold, Machine Head oder Soulfly folgten. Auf dem ebenso von ihm produzierten Sepultura-Album Roots ist Robinson 1996 beim Song Ratamahatta als zusätzlicher Percussionist zu hören. 1997 nahm er sich des Debüts Three Dollar Bill, Yall$ von Limp Bizkit an, das ebenfalls weltweit für Aufsehen sorgte und den Weg für eine Vielzahl ähnlicher Bands ebnete.
Gegen Ende der 1990er Jahre distanzierte sich Robinson jedoch auf dem Höhepunkt des Nu-Metal-Hypes von dem von ihm selbst zuvor mit aufgebauten Genre und warf den neuen Bands musikalische Stagnation und Irrelevanz vor. Durch die Produktion der beiden Slipknot-Alben Slipknot (1999) und Iowa (2001) trug Robinson stark dazu bei, dass diese Band heute zu den populärsten harten Acts weltweit gezählt wird.
Robinson spezialisierte sich weiterhin auf Vertreter des so genannten Post-Hardcores und zeichnete für die Produktion von heute als Meilensteinen angesehenen Alben wie Relationship of Command von At the Drive-In, Everything You Ever Wanted To Know About Silence von Glassjaw oder ...Burn, Piano Island, Burn von The Blood Brothers verantwortlich.
Über sein eigenes Plattenlabel „I AM Recordings“ veröffentlichte Robinson persönliche musikalische Favoriten, die über große Firmen wie Roadrunner Records und Virgin Records vertrieben wurden. Darunter waren zeitweilig Bands wie Head Automatica oder The Cure. Seit 2007 betreibt Robinson das Label „I AM Wolfpack“, welches zum Beispiel das Debüt von Black Light Burns auf den Markt brachte.
Robinson war Mitgründer und -betreiber des New Yorker Nachtclubs The Plumm.
Von Musikern, die mit Ross Robinson zusammengearbeitet haben, etwa von Sänger Corey Taylor von Slipknot, wird der Produzent oftmals als cholerisch und tyrannisch im Umgang mit Künstlern beschrieben. In Bezug auf die Durchsetzung eigener musikalischer Ansprüche erklärte Ross Robinson in dem 2013 erschienenen Dokumentarfilm Sound City von Dave Grohl über sich selbst: „Ich gehe bei Songs gern bis an die Grenze. Wenn es sein muss, zerschlage ich die Gitarre. Ich will, dass es richtig rockt.“ Während der Tonaufnahmen mit der Metal-Band Slipknot warf Produzent Robinson ständig mit Topfpflanzen nach den Bandmitgliedern, ein andermal schmiss Robinson eine Kerze mit heißem Wachs gegen eine Wand.

## Produzententätigkeit (Auswahl)
| Jahr | Album                                                 | Band                  |
| ---- | ----------------------------------------------------- | --------------------- |
| 1991 | Concrete                                              | Fear Factory          |
| 1992 | The Crimson Idol                                      | W.A.S.P.              |
| 1994 | Korn                                                  | Korn                  |
| 1995 | Adrenaline                                            | Deftones              |
| 1996 | All Is Not Well                                       | Manhole               |
| 1996 | Roots                                                 | Sepultura             |
| 1996 | Life Is Peachy                                        | Korn                  |
| 1997 | Three Dollar Bill, Yall$                              | Limp Bizkit           |
| 1998 | Soulfly                                               | Soulfly               |
| 1998 | Cold                                                  | Cold                  |
| 1998 | Hard to Swallow                                       | Vanilla Ice           |
| 1999 | The Burning Red                                       | Machine Head          |
| 1999 | Slipknot                                              | Slipknot              |
| 1999 | Amen                                                  | Amen                  |
| 2000 | Everything You Ever Wanted to Know About Silence      | Glassjaw              |
| 2000 | Relationship of Command                               | At the Drive-In       |
| 2000 | We Have Come for Your Parents                         | Amen                  |
| 2001 | Iowa                                                  | Slipknot              |
| 2002 | Start with a Strong and Persistent Desire             | Vex Red               |
| 2002 | Worship and Tribute                                   | Glassjaw              |
| 2002 | …Burn, Piano Island, Burn                             | The Blood Brothers    |
| 2004 | The Cure                                              | The Cure              |
| 2005 | Team Sleep                                            | Team Sleep            |
| 2005 | The Unquestionable Truth (Part 1)                     | Limp Bizkit           |
| 2006 | Heroine                                               | From First to Last    |
| 2006 | Redeemer                                              | Norma Jean            |
| 2007 | Worse Than a Fairy Tale                               | Drop Dead, Gorgeous   |
| 2007 | Cruel Melody                                          | Black Light Burns     |
| 2008 | The Anti Mother                                       | Norma Jean            |
| 2009 | Saga                                                  | Siddharta             |
| 2010 | Korn III – Remember Who You Are                       | Korn                  |
| 2010 | Amen                                                  | My Own Private Alaska |
| 2010 | Surfing the Void                                      | Klaxons               |
| 2013 | Therapy EP                                            | Tech N9ne             |
| 2013 | The Mediator Between Head and Hands Must Be the Heart | Sepultura             |